# Congrès de Vienne
Pour les articles homonymes, voir Congrès (homonymie).
Ne doit pas être confondu avec Conférence de Vienne.
Ne doit pas être confondu avec Sommet de Vienne.
Pour les articles homonymes, voir Traité de Vienne.

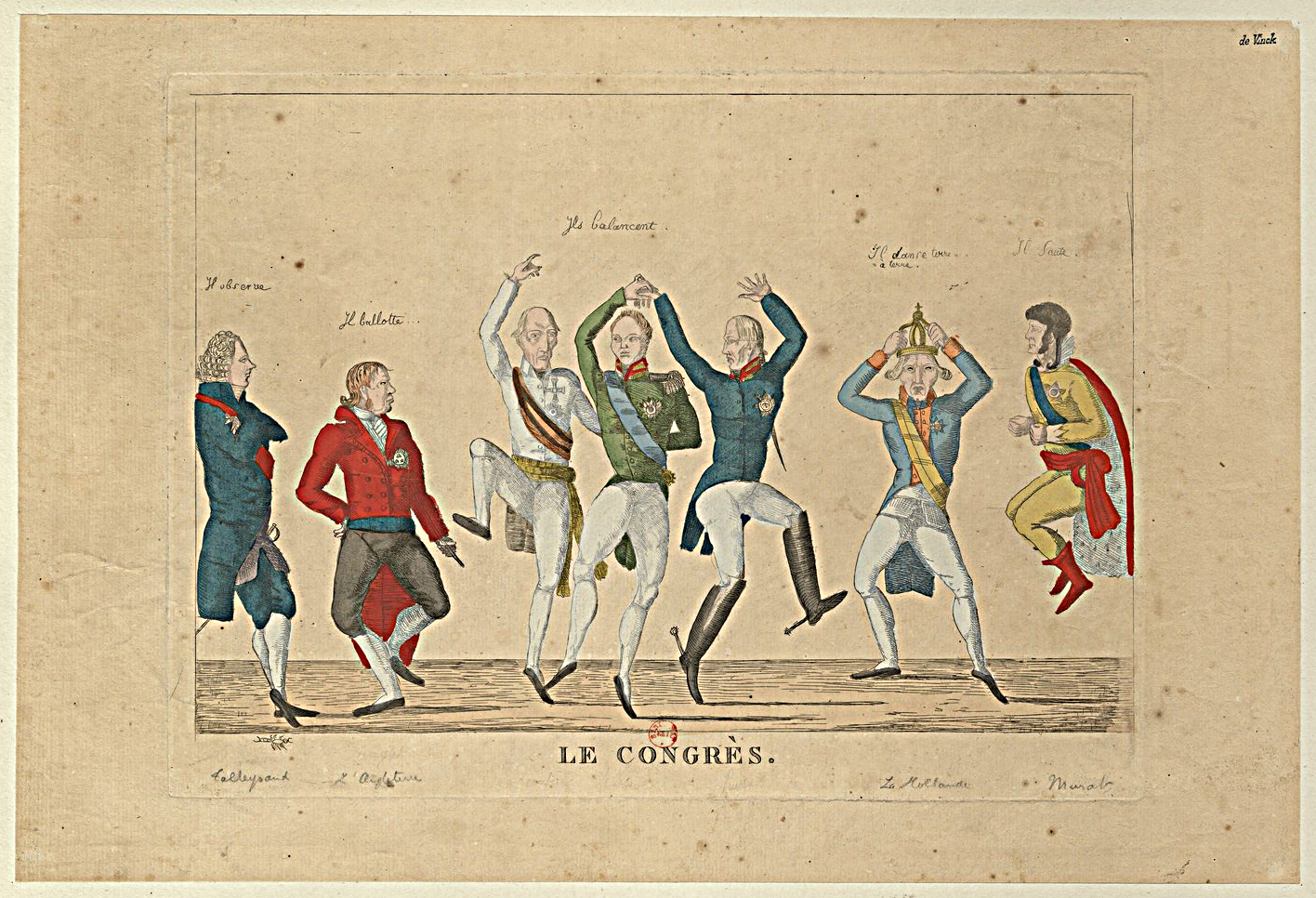

Le congrès de Vienne est une conférence de représentants diplomatiques des grandes puissances européennes qui a eu lieu à Vienne du 18 septembre 1814 au 9 juin 1815. Les pays vainqueurs de Napoléon Ier ainsi que les autres États européens se réunissent pour rédiger et signer les conditions de la paix, et donc déterminer les frontières et tenter d'établir un nouvel ordre pacifique. Le congrès de Vienne permet également la discussion sur la libre circulation navale, l'abolition de la traite négrière (et non pas de l'esclavage, qui persiste cependant), et la mise en avant de la neutralité de la Suisse et de la neutralité de la Savoie.

## Contexte
En 1813 se forme une alliance entre le Royaume-Uni de Grande-Bretagne et d'Irlande, l'Empire russe, le royaume de Prusse et l’empire d'Autriche, la Quadruple Alliance, mais officiellement datée du 20 novembre 1815,. Malgré une série de victoires (batailles de Champaubert, Montmirail…) remportées par Napoléon, Paris tombe le 31 mars 1814 et les maréchaux forcent l'Empereur à abdiquer pendant que le Sénat proclame roi Louis XVIII. Le 23 avril, une convention signée par le comte d'Artois livre cinquante-trois forteresses que les troupes françaises tiennent encore en Allemagne, en Italie et en Belgique, ramenant la France à ses limites d'avant janvier 1792. Elle est suivie du traité de Paris du 30 mai 1814 qui règle le sort de la France défaite. Conformément à ce traité, un congrès doit se réunir à Vienne pour régler le sort des territoires repris à Napoléon, congrès qui est convoqué en septembre avant de débuter officiellement (ouverture solennelle) le 1er novembre 1814,. Le congrès se poursuit pendant les Cent-Jours et prend fin seulement neuf jours avant la seconde abdication de Napoléon, les Alliés étant décidés à se défaire de lui définitivement. Après la bataille de Waterloo, la France doit accepter un second traité de Paris plus rigoureux que le traité de 1814.

## Participants
Toute l'Europe monarchique afflue à Vienne. Quinze membres de familles royales côtoient deux cents princes et deux cent seize chefs de missions diplomatiques. Libéré de la domination française, le peuple suisse, organisé en Confédération de 19 cantons, profite de l'occasion pour envoyer une délégation chargée de faire reconnaître l'independance de la Suisse et les droits de son peuple[réf. nécessaire]. De nombreux groupes de pression sont également présents : chevaliers de l’ordre souverain militaire de Saint-Jean jérosolymitain dit de Malte,, représentés par trois délégués plénipotentiaires, mais aussi des représentants Juifs d'Allemagne, les abolitionnistes de la traite des Noirs, sans compter les inventeurs de recettes diverses pour assurer la paix du monde. Beaucoup de congressistes n'en connaissent que la fête et les mondanités, car le « congrès s'amuse » dans des réceptions continuelles. Il n'y a presque pas de séances plénières. Les discussions et les décisions se prennent ailleurs. Les quatre vainqueurs de Napoléon Ier (Autriche, Prusse, Royaume-Uni et Russie) avaient décidé de se réserver les « choses sérieuses ». La France, initialement isolée mais représentée par son habile diplomate Talleyrand, réussit à grouper autour d'elle les petits États inquiets des convoitises des grands et elle fait entrer trois autres pays européens, l'Espagne, le Portugal et la Suède. Le congrès rassemble les grands diplomates de l'époque, :
| États participants                          | Chef d'État                                       | Chef du gouvernement                   | Représentants/Participants |
| Empire d'Autriche                           | François Ier de Habsbourg-Lorraine                | Klemens Wenzel von Metternich          | Klemens Wenzel von Metternich, Johann von Wessenberg, le conseiller Nikolaus von Wacken (de), Friedrich von Gentz |
| Royaume-Uni de Grande-Bretagne et d'Irlande | George III de Hanovre                             | Robert Jenkinson                       | Robert Stewart, vicomte Castlereagh, puis Arthur Wellesley, duc de Wellington, puis Lord Clancarty, Charles Vane, Richard Trench, William Cathcart                                                                           |
| Royaume de Prusse                           | Frédéric-Guillaume III de Hohenzollern            | Karl August von Hardenberg             | le baron Wilhelm von Humboldt |
| Empire russe                                | Alexandre Ier de Holstein-Romanov                 | Nikolaï Saltykov                       | l'empereur Alexandre Ier de Russie et les comtes Charles Robert de Nesselrode et Ioánnis Kapodístrias, Andreï Razoumovski, Gustav Ernst von Stackelberg                                                                      |
| États pontificaux                           | Pie VII (Barnaba Niccoló Maria Luigi Chiaramonti) | -                                      | le comte Filippo Magawly Cerati et Ercole Consalvi, cardinal secrétaire d'État |
| Royaume de Sicile                           | Ferdinand III de Bourbon-Siciles                  | -                                      | Luigi de’ Medici di Ottajano, Alvaro Ruffo della Scaletta, Antonio Maresca di Serracapriola et Fabrizio Ruffo di Castelcicala                                                                                                |
| Royaume de Sardaigne                        | Victor-Emmanuel Ier de Sardaigne                  | -                                      | le marquis Antoine Marie Philippe Asinari de Saint-Marsan |
| République de Gênes                         | Victor-Emmanuel Ier de Sardaigne                  | -                                      | le marquis Antonio Brignole Sale, pour la république de Gênes, annexée au royaume de Sardaigne. |
| Royaume d'Espagne                           | Ferdinand VII de Bourbon                          | Pedro Cevallos                         | Pedro Gómez Labrador, ex-secrétaire d'État |
| Royaume de Portugal                         | Marie Ire de Bragance                             | -                                      | Pedro de Sousa Holstein, comte de Palmela, António de Saldanha da Gama (en), diplomate détaché en Russie, et Joaquim Lobo da Silveira (en), diplomate détaché à Stockholm, tous trois ministre plénipotentiaire du Portugal. |
| Royaumes unis de Suède et de Norvège        | Charles XIII de Holstein-Gottorp                  |                                        | le comte Carl Löwenhielm |
| Confédération suisse                        | -                                                 | -                                      | Hans Reinhard, député de la Diète fédérale, Frédéric-César de La Harpe, représentant de plusieurs cantons |
| Royaume de France                           | Louis XVIII de Bourbon                            | Charles-Maurice de Talleyrand-Périgord | Talleyrand, les pairs Jean-Louis-Paul-François de Noailles et Frédéric-Séraphin de La Tour du Pin Gouvernet ; le plénipotentiaire français Emmerich Joseph de Dalberg                                                        |

## Ambitions et manœuvres des puissances européennes

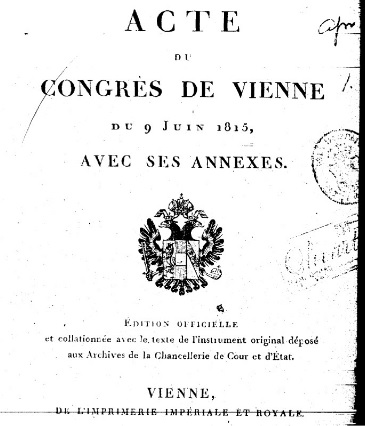
Acte du congrès de Vienne du 9 juin 1815 (édition officielle).

Le congrès de Vienne est le « champ de bataille » diplomatique où les puissances européennes tentent de satisfaire leurs ambitions tout en contrecarrant celles de leurs anciens alliés contre Napoléon Ier. Deux grands antagonismes se manifestent : celui de la Russie et du Royaume-Uni, celui de l'Autriche et de la Prusse. La France, alors vaincue, tente de retrouver une place de premier plan.
La Russie et la Prusse ont des visées expansionnistes tandis que le Royaume-Uni et l'Autriche cherchent la restauration de l'équilibre. Le rêve séculaire du gouvernement russe de se rapprocher de l'Europe occidentale nécessite l'annexion d'une grande partie de la Pologne, au détriment du royaume de Prusse dans l'hypothèse où ce royaume ne parviendrait pas à annexer, à titre compensatoire, des territoires en Europe centrale. La Russie se verrait bien présider une fédération européenne et devenir de ce fait le géant européen. La Russie est tentée de démembrer l'Empire ottoman afin de se rapprocher des détroits du Bosphore et des Dardanelles, solution qui offrirait l'accès à la Méditerranée, au grand dam de la marine britannique, maîtresse de cette mer. De plus, les Russes mènent une politique très active dans le Pacifique, dont ils sont riverains en Sibérie, et en Alaska, alors possession russe. Le Royaume-Uni veut conserver la suprématie maritime acquise pendant les guerres de la Révolution et de l'Empire, cela suppose le maintien de la division de l'Europe, qui permet d'affaiblir les prétentions russes. Le Royaume-Uni est également favorable à un renforcement de la puissance de la Prusse en Allemagne qui ferait obstacle à l'influence russe en Europe. Russes et Britanniques sont en concurrence dans l'Empire ottoman et en Asie centrale avec l'avancée russe vers la mer Caspienne et celle des Britanniques en Afghanistan.
La Prusse et l'Autriche se disputent la suprématie en Allemagne. L'Autriche ne veut pas d'un agrandissement du royaume de Prusse, qui se ferait au détriment du roi de Saxe, fidèle allié de Napoléon Ier : la Prusse, déjà maîtresse de la Silésie, encerclerait la province de Bohême autrichienne. Pour l'Autriche, le morcellement de l'Allemagne est la condition de son ascendant sur la Prusse. Cette dernière, quant à elle, accepte un glissement russe en Pologne pourvu que la Saxe lui soit accordée (accord russo-prussien de Kalisz du 28 février 1813). L'Autriche est hostile à la politique russe dans les Balkans (protection des minorités slaves de l'Empire ottoman) qu'elle considère comme chasse gardée. Elle reçoit pour cette position le soutien du Royaume-Uni, qui lui aussi veut empêcher les Russes de s'installer en mer Méditerranée.
Puissance vaincue, la France tente d'alléger le coût territorial de sa défaite et de retrouver sa place dans le concert européen des souverains légitimes. Talleyrand obtient de pouvoir participer aux conférences initialement réservées aux quatre vainqueurs. Pour cela, il promet à Castlereagh de soutenir la position britannique sur l'interdiction de la traite des Noirs. Il est également favorable au rétablissement des Bourbons dans le royaume des Deux-Siciles que défendent les Britanniques (l'Autriche souhaite le maintien sur le trône de Naples de son récent allié Joachim Murat). Talleyrand obtient la participation de la Suède, de l'Espagne et du Portugal aux réunions des Grands, cela lui permet d'avoir des alliés face aux vainqueurs. Il s'allie à Metternich pour soutenir le maintien d'un royaume de Saxe, contrecarrant les ambitions de la Prusse, en contrepartie de l'annexion par la Prusse de la Rhénanie (ce qui fait de la Prusse le voisin immédiat de la France). Pour cela, il signe le 3 janvier 1815, avec l'Autriche et le Royaume-Uni un traité secret destiné à contrer la Russie et la Prusse en Allemagne.

## Modifications territoriales

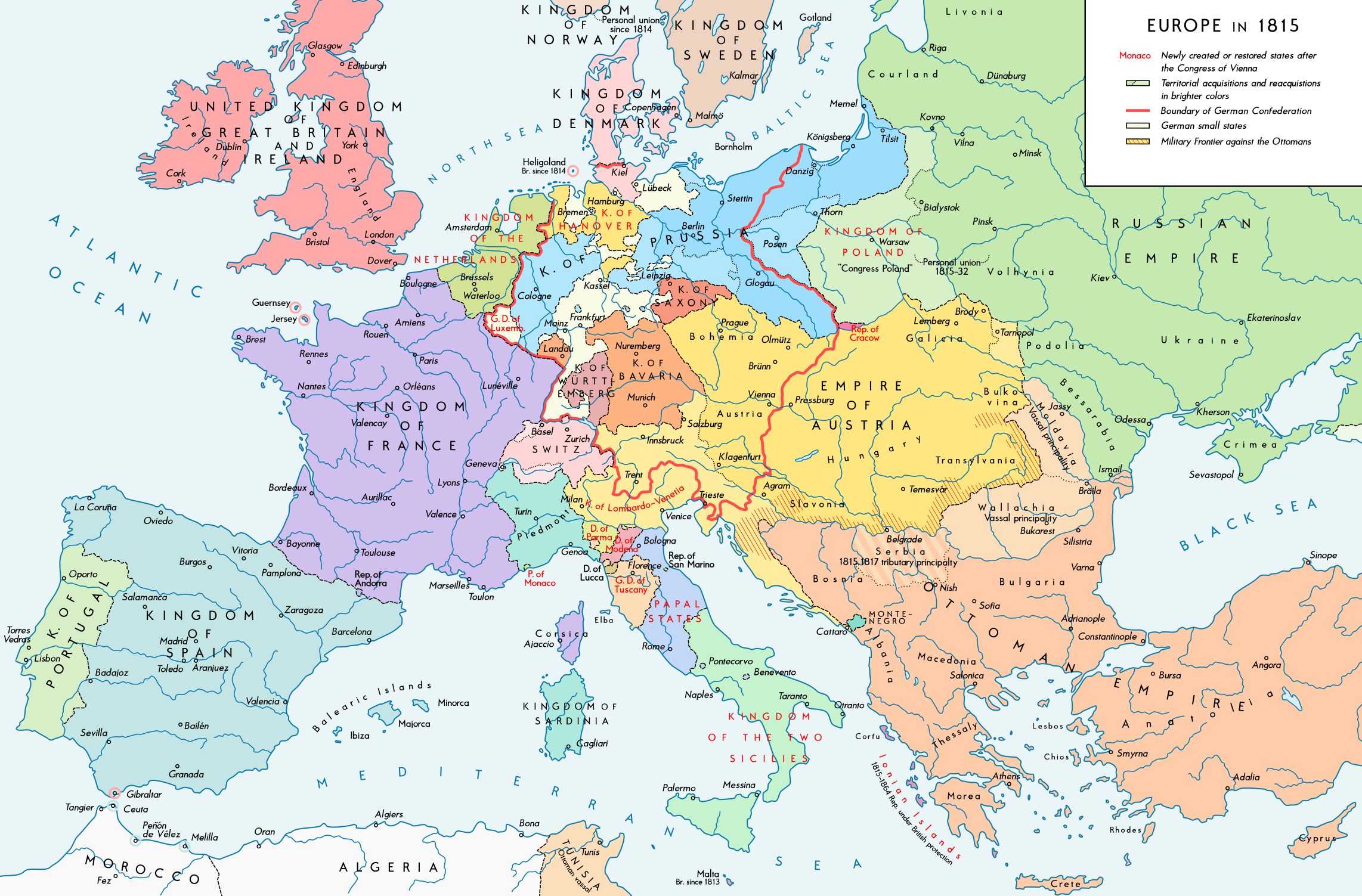
Les frontières de l'Europe redessinées en 1815.

L'Acte final du congrès de Vienne (document de 300 pages en français) signé le 9 juin 1815 redéfinit les contours de l'Europe après la chute de Napoléon Ier. Comme déjà stipulé dans le traité de Paris, la France est pratiquement ramenée à ses frontières de 1791, devant renoncer à des territoires de langue française comme la Savoie et la Belgique et de langue italienne comme le comté de Nice annexés par la France avant les guerres napoléoniennes :
- au premier traité, elle restait cependant plus vaste qu'avant 1789, car elle conservait Mulhouse, quelques principautés lorraines, une partie de la Sarre et du Palatinat et Avignon avec le Comtat Venaissin ainsi que le pays de Montbéliard ;
- le second traité lui retire encore Landau, dans le palatinat du Rhin, le restant de la Sarre ainsi que quelques places belges comme Mariembourg et Philippeville. En revanche, elle conserve l'Alsace, la Lorraine et une partie de la Flandre[17].

De plus, la France est surveillée de près par une ceinture d’États tampons destinés à interdire toute reprise d'une politique révolutionnaire et expansionniste (royaume des Pays-Bas, royaume de Sardaigne, et possessions rhénanes du royaume de Prusse installé aux frontières mêmes de la France).
La Belgique, catholique, est intégrée aux Provinces-Unies, majoritairement protestantes, pour former le royaume uni des Pays-Bas (le Benelux actuel, 1815-1830) reconstituant en partie les anciens Pays-Bas des époques bourguignonnes et de Charles Quint . En échange de ses possessions allemandes (Fulda et Nassau), Guillaume Ier des Pays-Bas reçoit à titre personnel le grand-duché de Luxembourg. Le royaume des Pays-Bas perd les anciennes colonies du Cap et les régions de Berbice, Démérara et Essequibo dans la Guyane néerlandaise, qui sont attribuées à la Grande-Bretagne, mais conserve les Indes néerlandaises.
Le prince de Ligne a décrit ce congrès comme « un tissu politique tout brodé de fêtes ».
La carte de la future Allemagne est simplifiée. La Confédération germanique (fin en 1866) regroupe les territoires de l’ancien Saint-Empire, divisés en 39 États (contre 350 en 1792) : la partie germanique de l’empire d’Autriche, cinq royaumes (Prusse, Saxe, Wurtemberg, Hanovre, Bavière), douze principautés, sept grands-duchés et quatre villes libres (Lübeck, Brême, Hambourg et Francfort). La Prusse obtient Dantzig, le grand-duché de Posen, la moitié nord, soit environ les deux cinquièmes, de la Saxe et une grande partie des provinces de Rhénanie et de Westphalie afin de constituer un rempart contre la France. L'électorat de Brunswick-Lunebourg, ou électorat de Hanovre, est restitué au roi d’Angleterre, agrandi et érigé en royaume.
L’Autriche recouvre la plupart des territoires qu’elle avait perdus et, en compensation de la perte des Pays-Bas autrichiens (la Belgique actuelle), reçoit des territoires allemands (Salzbourg) et italiens (la Vénétie), de même que la partie de la Dalmatie qui appartenait auparavant à Venise (Provinces illyriennes sous Napoléon).
À titre accessoire, les dotations sur le mont de Milan bénéficiant aux militaires français furent supprimées et les biens grevés[pas clair] revinrent aux princes.
La Suisse perd définitivement Mulhouse, alors cité-État, pays allié (zugewandter Ort) de la Confédération, rattachée à la France en 1798, la Valteline et la région de Bormio (rattachées à la Lombardie) ; sa neutralité perpétuelle est proclamée. Les possessions jurassiennes de l'évêché de Bâle sont attribuées à Berne en compensation du pays de Vaud, dont l'indépendance comme canton est reconnue. Les cantons de la république de Genève, de la principauté de Neuchâtel (qui reste néanmoins la propriété personnelle du roi de Prusse jusqu'en 1848) et du Valais (département du Simplon dans l'Empire napoléonien) se joignent définitivement à la Confédération suisse. L’indépendance et la neutralité de la Suisse sont garanties par la création d’une confédération. Chaque canton choisit sa constitution et presque tous reviennent au régime en vigueur avant la Révolution. Les cantons de Vaud, Argovie et du Tessin restent autonomes et ne redeviennent pas des colonies et bailliage, ceci grâce à l'influence du Vaudois Frédéric-César de La Harpe sur le tsar Alexandre Ier de Russie dont il a été le précepteur.
La confédération a, en cas de guerre, un droit d'occupation militaire sur le nord de la Savoie qui dispose alors du même statut de neutralité.
En Italie, la Vénétie est donnée à l'empire d'Autriche qui instaure le royaume de Lombardie-Vénétie sous sa domination. La maison de Savoie récupère le Piémont, Nice et la Savoie et entre en possession de Gênes. Le pape retrouve les États pontificaux mais, malgré les efforts de son représentant Consalvi, ne peut récupérer ni le Comtat Venaissin, ni Avignon. Le Bourbon Ferdinand Ier des Deux-Siciles retrouve son royaume des Deux-Siciles. Les duchés de Parme, Plaisance et Guastalla sont attribués à l'épouse de Napoléon, « l'impératrice » Marie-Louise, de la maison de Habsbourg-Lorraine. Modène et la Toscane sont également attribués à des Habsbourg, qui étaient pourtant l'ancien souverain (Ferdinand III de Habsbourg-Lorraine, grand-duc de Toscane) et l'héritier légal de la maison d'Este (François IV de Habsbourg-Este, duc de Modène). La mère de François IV, Marie-Béatrice d'Este, dernière descendante (mais pas héritière) de cette maison et, du côté de sa mère, de celle de Cybo-Malaspina, récupère son duché ancestral de Massa et Carrara, qui se transmettait également par les femmes, et on lui attribue aussi les nombreux petits fiefs impériaux dans la Lunigiane, qui appartenaient généralement aux différentes branches de la famille Malaspina et que le Congrès avait décidé de ne pas reconstituer. L'ancienne République de Lucques est érigée en duché et le nouvel État est attribué temporairement à l'Infante Marie-Louise de Bourbon (ancienne reine d'Étrurie comme épouse de Louis Ier de Bourbon-Parme) et à ses descendants masculins. Avec le traité collatéral de Paris de 1817 il sera en outre convenu qu'à la mort de la duchesse de Parme Marie-Louise de Habsbourg, les Bourbon-Parme récupéreront leur duché éponyme, et celui de Lucques sera dévolu au grand-duché de Toscane. Le retour des souverains légitimes s’accompagne partout du régime politique antérieur. L’Autriche tient garnison dans les citadelles de Plaisance, Ferrare et Comacchio.
La nouvelle dynastie suédoise (maison Bernadotte, issue du maréchal d’Empire) reçoit la Norvège, ancienne possession danoise, au terme d’un accord garantissant à celle-ci une large autonomie et un gouvernement distinct (convention de Moss). La Poméranie suédoise est rattachée à la Prusse. La Finlande est annexée par la Russie. Le Danemark reçoit le duché de Lauenbourg, depuis 1876 partie du Schleswig-Holstein.
La Pologne est partagée une quatrième fois. La Russie en est la principale bénéficiaire. La Prusse ne conserve que la Posnanie et Dantzig. Cracovie devient une cité-république indépendante. Tout le reste de l’ancien duché de Varsovie passe sous l’autorité du tsar Alexandre Ier de Russie et forme le royaume de Pologne, ou du congrès, uni à la Russie avec pour vice-roi le frère du tsar, le grand-duc Constantin, mais possédant sa propre constitution, son gouvernement (Diète et Conseil d’État), son administration et son armée.
Le Portugal est historiquement le plus ancien allié de la Grande-Bretagne et, avec le soutien britannique, réussit à réclamer la restitution d'Olivence aux Espagnols. Le Portugal ratifie l'Acte final en 1815 mais l'Espagne ne veut pas le signer, ce qui devient le principal obstacle au Congrès de Vienne. Décidant en fin de compte qu'il valait mieux faire partie de l'Europe que de rester seule, l'Espagne accepte finalement le traité le 7 mai 1817. Cependant, Olivence et ses environs ne sont jamais revenus sous contrôle portugais et, à ce jour[Quand ?], ce problème reste non résolu,.
Le Royaume-Uni ne réclame rien en Europe, ni pour lui ni pour ses alliés, le Portugal et l'Espagne, où les rois sont rétablis. En revanche :
- il obtient la création du royaume des Pays-Bas, qui met définitivement Anvers, partenaire commercial et concurrent potentiel de Londres, à l'abri des convoitises françaises ;
- à titre personnel, le roi d'Angleterre voit le Hanovre, qui lui appartenait, agrandi et transformé en royaume de Hanovre ;
- il assure son objectif de maîtrise des mers, ce qui le prémunit de toute offensive à son encontre, et agrandit son empire colonial :
  - conservation de la Guyane enlevée aux Hollandais ;
  - conservation des îles de Tobago et Sainte-Lucie prises aux Français et Trinité prise aux Espagnols ;
  - acquisition de Heligoland (pris au Danemark) qui lui permet de contrôler la mer du Nord et l'accès à la mer Baltique ;
  - acquisition de l’île de Malte (prise à l'ordre de Saint-Jean de Jérusalem), et des îles Ioniennes qui appartinrent longtemps à Venise, ce qui lui permet de surveiller l'Empire ottoman et le passage entre Méditerranée occidentale et Méditerranée orientale ;
  - sur la route des Indes, le Royaume-Uni s'empare du Cap et de Ceylan (enlevés aux Hollandais) et de l'Île-de-France, aujourd'hui île Maurice, enlevée à la France[18].

Beaucoup de petits États princiers disparaissent, victimes des appétits des vainqueurs. Les idées libérales révolutionnaires ont cependant marqué les esprits et restent présentes malgré leur négation par les puissances conservatrices.

## Conséquences du congrès

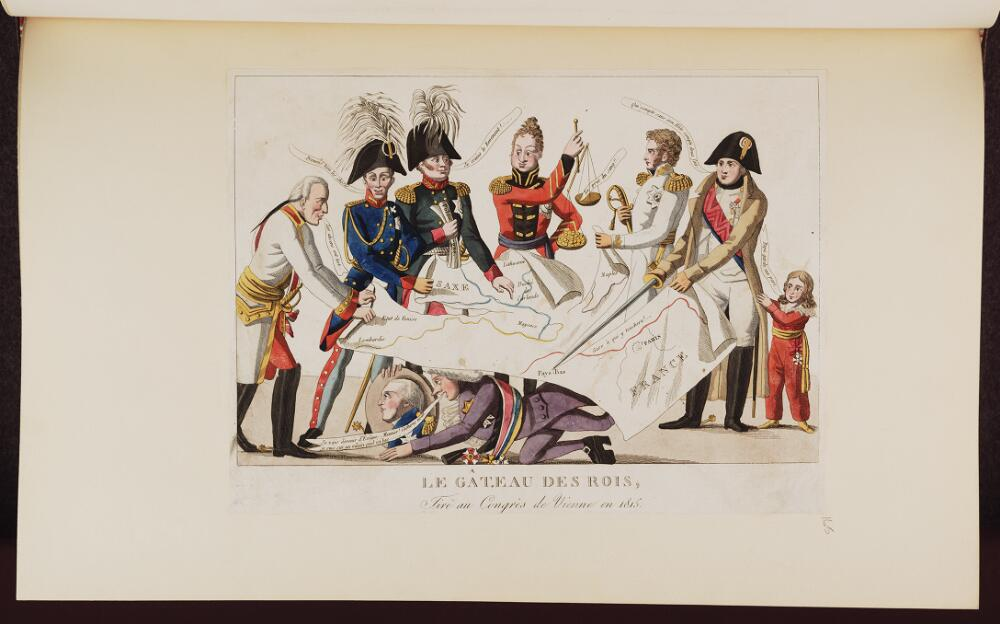
Caricature : « Le gâteau des rois, tiré au Congrès de Vienne en 1815 »

C'est la vision anglo-autrichienne qui l'emporte : la recherche de l'équilibre européen et le retour des rois légitimes, sans jamais donner satisfaction aux aspirations des peuples à l'unité nationale, par le biais de l'indépendance (en Belgique, en Pologne et parmi les chrétiens des Balkans). Est également ignorée l'aspiration à l'unification (en Italie et, en partie, dans plusieurs États allemands) ou à un régime constitutionnel (revendiqué par des franges de la bourgeoisie progressiste européenne). La déception est importante pour nombre de jeunes Allemands appelés aux armes en 1813 par les souverains qui leur avaient promis une Allemagne libre et unifiée et dont le cri de guerre est « Vivat Teutonia ! » (« Vive la Germanie ! »). Les sociétés secrètes, en particulier les carbonari italiens, prospèrent, elles aussi, sur ce refus des idées nouvelles.
On parle de l'instauration d'un « ordre de Vienne ».
Finalement, en consacrant les principes de légitimité et de restauration monarchique au mépris du droit des nationalités, les hommes de Vienne, à l'instar de l'Autrichien Metternich, jettent les bases des révoltes libérales qui, en 1848, secoueront l'Europe entière lors du Printemps des peuples.

## La Sainte Alliance
La fondation de la Sainte Alliance, qui a été conclue le 26 septembre 1815, ne faisait pas partie des résultats officiels des négociations du congrès, mais est étroitement liée à son contenu et constitue une part décisive du système de Metternich émergeant en 1815. La Sainte Alliance comprenait initialement la Prusse, l’Autriche et la Russie. Ce manifeste des trois monarques appelait à la fraternité chrétienne et était donc en opposition directe avec la fraternité révolutionnaire des peuples. Metternich, qui était extrêmement sceptique quant à cette alliance, transforma le projet original, qui parlait d’une alliance de « peuples et d’armées », dans sa version finale en une « alliance de dirigeants » qui se tenait au-dessus des « peuples et des armées ». Le but de l’accord était, d’une part, de maintenir l’équilibre entre les princes et, d’autre part, d’intervenir auprès des peuples dans le cas des mouvements révolutionnaires. À l’exception de la Grande-Bretagne (où le Parlement a refusé d’y adhérer) et des États pontificaux restaurés par le Congrès sous le pape Pie VII, qui a rejeté le concept interconfessionnel, presque tous les États européens ont rejoint la Sainte Alliance.

## Au cinéma
Le congrès de Vienne a été représenté cinématographiquement dans :
- Le Congrès s'amuse réalisé par Erik Charell et Jean Boyer en 1931.
- Le Congrès s'amuse réalisé par Franz Antel, sorti en 1955.
- La Belle et l'Empereur réalisé par Axel von Ambesser, sorti en 1959.
- Le Congrès s'amuse réalisé par Géza von Radványi en 1966.